# 湯浅篤
湯浅 篤（ゆあさ あつし）は、日本の作曲家、編曲家、音楽プロデューサー。

## 人物
東京都出身。日本大学第一高等学校、日本大学芸術学部音楽学科卒。同学科の情報音楽コースの講師を務めている。

## 作品

### 作曲・編曲
- ClariS
  - 「イロドリ」

### 編曲
- 嵐
  - 「Friendship」
- EG
  - 「クライベイベー」
  - 「約束」
  - 「汽車」
  - 「後ろ姿」
  - 「ウララカ」
- いきものがかり
  - 「木綿のハンカチーフ」
  - 「雪やまぬ夜二人」
  - 「君と歩いた季節」
  - 「ひなげし」
  - 「蒼い舟」
  - 「月夜恋風」
  - 「残り風」（板垣祐介と共作）
  - 「プラネタリウム」（田中ユウスケと共作）
  - 「かげぼうし」（同上）
  - 「おもいでのすきま」
  - 「夢見台」
  - 「風と未来」（田中ユウスケ、近藤隆史と共作）
- =LOVE
  - 「僕らの制服クリスマス」
  - 「ズルいよ ズルいね」
  - 「次に会えた時　何を話そうかな」（=LOVE／≠ME）
  - 「あの子コンプレックス」
  - 「ラストノートしか知らない」
- 上杉周大
  - 「イエス！ソウルミュージック」
  - 「ハートビート」
  - 「サマーデイズ」
  - 「銀のピストル」
  - 「ライク・ザ・リバー」
  - 「ファイターズ讃歌」
  - 「優しさも捨てているんだぜ」
- Mi
  - 「Give me up」
- 沖ちづる
  - 「光」
  - 「旅立ち」
- 甲斐名都
  - 「甘いスイマー」
  - 「愛GIRL夢GIRL」
- 河口恭吾
  - 「野菜のお菓子の作り歌」
  - 「バタフライ」
  - 「one」
- 川嶋あい
  - 「Love」
- 川本真琴 feat.TIGER FAKE FUR
  - 「TUNE」
- Q;indivi
  - 「Understand;」
- ClariS
  - 「コネクト」
  - 「true blue」
  - 「プロミス」
  - 「graduation」（丸山真由子と共作）
  - 「a moment」
  - 「ルミナス」
  - 「ミントガム」
  - 「second story」
  - 「グラスプ」
  - 「カラフル」
  - 「next to you」
  - 「桜咲く」
  - 「ドライフラワー」
  - 「トパーズ」
  - 「カイト」
  - 「アネモネ」
  - 「ひらひら ひらら」
  - 「明日、春が来たら」（齋藤優輝と共作）
  - 「Gravity」
  - 「水色クラゲ」
  - 「SHIORI」
  - 「アイヲウタエ」
  - 「陽だまり」
  - 「Last Squall」
  - 「タッチ」
  - 「シグナル」
  - 「アリシア」
  - 「ユニゾン」
- 黒沼英之
  - 「ふたり」
  - 「どうしようもない」
  - 「パラダイス」
  - 「だいじなこと」
  - 「雨宿り」
  - 「告白前夜」
- 黒猫チェルシー
  - 「グッバイ」
  - 「スター・トレイン」
  - 「Dark Night, Spot Light」
  - 「恋するハイウェイ」
  - 「LIFE IS A MIRACLE」
  - 「青のララバイ」
  - 「飲みに行こう」
  - 「海沿いの街」
- 倖田來未
  - 「ラブリー」（齋藤優輝と共作）
  - 「好きでして」
- 紗希
  - 「靴」
  - 「イメージを」
  - 「わからない」
- 佐香智久
  - 「キラキラ」
  - 「未来の僕へ」
  - 「僕のすべて」
- Shiggy Jr.
  - 「key of life」（原田茂幸と共作）
- 私立恵比寿中学
  - 「青い青い星の名前」
- 星羅
  - 「He's in love with her.」
  - 「U」
  - 「Slow Life」
  - 「かげぼうし」
  - 「数字と恋」
  - 「わたしが君に出来ること」
  - 「ラブレターのかわりにこの詩を。」
  - 「リトル・バイ・リトル」
- タイナカサチ
  - 「HOME」
  - 「道」
  - 「もう キスされちゃった」
  - 「愛があれば大丈夫」
- 高杉さと美
  - 「いちばんやさしい風」
  - 「ありがとう」
  - 「雨音」
- 瀧川ありさ
  - 「anything」（編曲）
  - 「東京」（編曲）
- tacica
  - 「newsong e.p.」（tacicaと共作）
  - 「キャスパー」（ストリングスアレンジ）
- たむらぱん
  - 「しんぱい」（田村歩美と共作）
  - 「でんわ」（同上）
- TrySail
  - 「ごまかし」
- 中川翔子
  - 「ラスト・ウィッシュ‐同じ色のクリスマス‐」
- 南壽あさ子
  - 「フランネル」
  - 「例え話」
  - 「星のもぐる海」
  - 「回遊魚の原風景」
  - 「雲の通り道」
  - 「メープルシロップ」
  - 「あの人を待つ」
  - 「冬の旅人」
  - 「歌うことだけ」
  - 「わたしのノスタルジア」
  - 「うろこ雲とソーダ水槽」
  - 「どんぐりと花の空」
  - 「狼にベルガモット」
  - 「邂逅」
  - 「パノラマライン」
  - 「flora」
  - 「このごろ、そのひぐらしで」
- 乃木坂46
  - 「ぐるぐるカーテン」
  - 「走れ!Bicycle」
  - 「せっかちなかたつむり」
  - 「春のメロディー」
  - 「13日の金曜日」
  - 「気づいたら片想い」
- HALCALI
  - 「Orange Sunset」
- 平松愛理
  - 「須磨海岸」
  - 「戻れない道」（アルバム「花と太陽」新録版）
  - 「月のランプ」（同上）
- FREENOTE
  - 「かなた」
- plane
  - 「飛行機」
- BEBETECK
  - 「バタフライバタフライ」
  - 「ushino shinzou」
- 松崎ナオ
  - 「天使の悲鳴」
  - 「混沌」
  - 「曼珠沙華の花」
  - 「風の便り」
  - 「あけびの空」
  - 「流星に眠る子供」
  - 「きよし、この夜」
- 松田弘
  - 「愛×脳?Feeling」
- みみめめMIMI
  - 「Mr.Darling」
  - 「センチメンタルラブ」
  - 「閃光ハナビ」
  - 「瞬間リアリティ」（斎藤優輝と共作）
  - 「蝶～Butterfly～」
  - 「no name love song」
- ゆいこ
  - 「架空の空」
  - 「Tree」
- ゆいざらす
  - 「愛してやるからこっちにこい！」
- YUKI
  - 「66db」（YUKIと共作）
  - 「ビュービュー」（同上）
  - 「ハローグッバイ」
  - 「JOY」（田中ユウスケと共作）
  - 「Walking on the skyline」
  - 「スウィートセブンティーン」
  - 「ブレーキはノー」
  - 「ティンカーベル」
  - 「愛しあえば」
  - 「首輪」（玉井健二と共作）
  - 「ふがいないや」（YUKI、Band ASTRO、玉井健二と共作）
  - 「裸の太陽」（YUKI、玉井健二、田中ユウスケと共作）
  - 「夏のヒーロー」（玉井健二と共作）
  - 「バースデイ」（YUKI、玉井健二と共作）
  - 「ヘイ！ユー！」（YUKI、玉井健二、田中ユウスケと共作）
  - 「あおぞら」（同上）
  - 「You've got a friend」（YUKI、玉井健二と共作）
  - 「ユメミテタイ」（同上）
  - 「ビスケット」（YUKI、玉井健二、田中ユウスケと共作）
  - 「星屑サンセット」（YUKI、玉井健二、mugenと共作）
  - 「COSMIC BOX」（百田留衣、玉井健二と共作）
  - 「メッセージ」（YUKI、玉井健二、田中ユウスケ、百田留衣と共作）
- Rie fu
  - 「Life is Like a Boat」
  - 「Voice」
  - 「Somebody's World」
  - 「Prayers & Melodies」
  - 「I Wanna Go To A Place...」
  - 「ねがいごと」
- Leola
  - 「Let it fly」
- 渡辺麻友
  - 「地平線の彼方はどこにある？-Beyond the horizon-」

### その他
- V.A. cappuccino (BeamsRecords)
- V.A. cappuccino due (BeamsRecords)
- NHKスペシャル「世紀を越えて」: サウンドトラック
- 映画「晴れたらポップなボクの生活」 : 音楽制作
- V.A. 03-BEATBOX-002(ZELO-THREE)：作品提供
- V.A. MAGNETIC STORM VOLUME1(STATIC)：作品提供
- V.A. MAGNETIC STORM VOLUME2(STATIC)：作品提供
- Almir Caravalho(LIP COURL RECORDINGS)：リミックス